# توني أوشوجنسي
توني أوشوجنسي (بالإنجليزية: Tony O'Shaughnessy)‏ هو لاعب قذف أيرلندي، ولد في 6 يوليو 1930 في كورك في جمهورية أيرلندا، وتوفي في 15 ديسمبر 2006.